# Тін Ю
У Тін Ю (англ. Tin Yu) — м'янмський дипломат. Надзвичайний і Повноважний Посол М'янма в Україні за сумісництвом (2013—2017).

## Життєпис
З 28 жовтня 2012 по 23 квітня 2017 рр. — Надзвичайний і Повноважний Посол М'янма в РФ.
З 5 липня 2013 по 23 квітня 2017 рр. — Надзвичайний і Повноважний Посол М'янма в Україні за сумісництвом
5 липня 2013 року — вручив вірчі грамоти Президенту України Віктору Януковичу
З 16 грудня 2013 по 23 квітня 2017 рр. — Надзвичайний і Повноважний Посол М'янма в Республіці Білорусь за сумісництвом